# كلية التربية النوعية (جامعة الإسكندرية)
كانت كليات المعلمين النوعية بالإسكندرية إحدي أربع كليات تم إعدادها وإنشائها في سبتمبر عام 1988 (العباسية للمعلمات، دار السلام للمعلمين، كليتين بالإسكندرية الرمل للمعلمات ومحرم بك للمعلمين) غير أن ظروف الإنشاء وتأخير الدراسة عام الإنشاء أدي إلي افتتاح كلية واحدة برمل الإسكندرية. وكان الاسم أول الأمر لا يتفق مع المضمون العلمي الدقيق والهدف التربوي الذي أنشئت الكلية من أجله، ومن ثم سميت الكلية باسم كلية التربية النوعية بالإسكندرية لتكون أحد الكليات الرائدة التي مضت بخطوات ثابتة واعية لتخريج المعلم التربوي المؤهل فنيا في مجال تخصص الفنون والموسيقي والإقتصاد المنزلي.

## دور الكلية

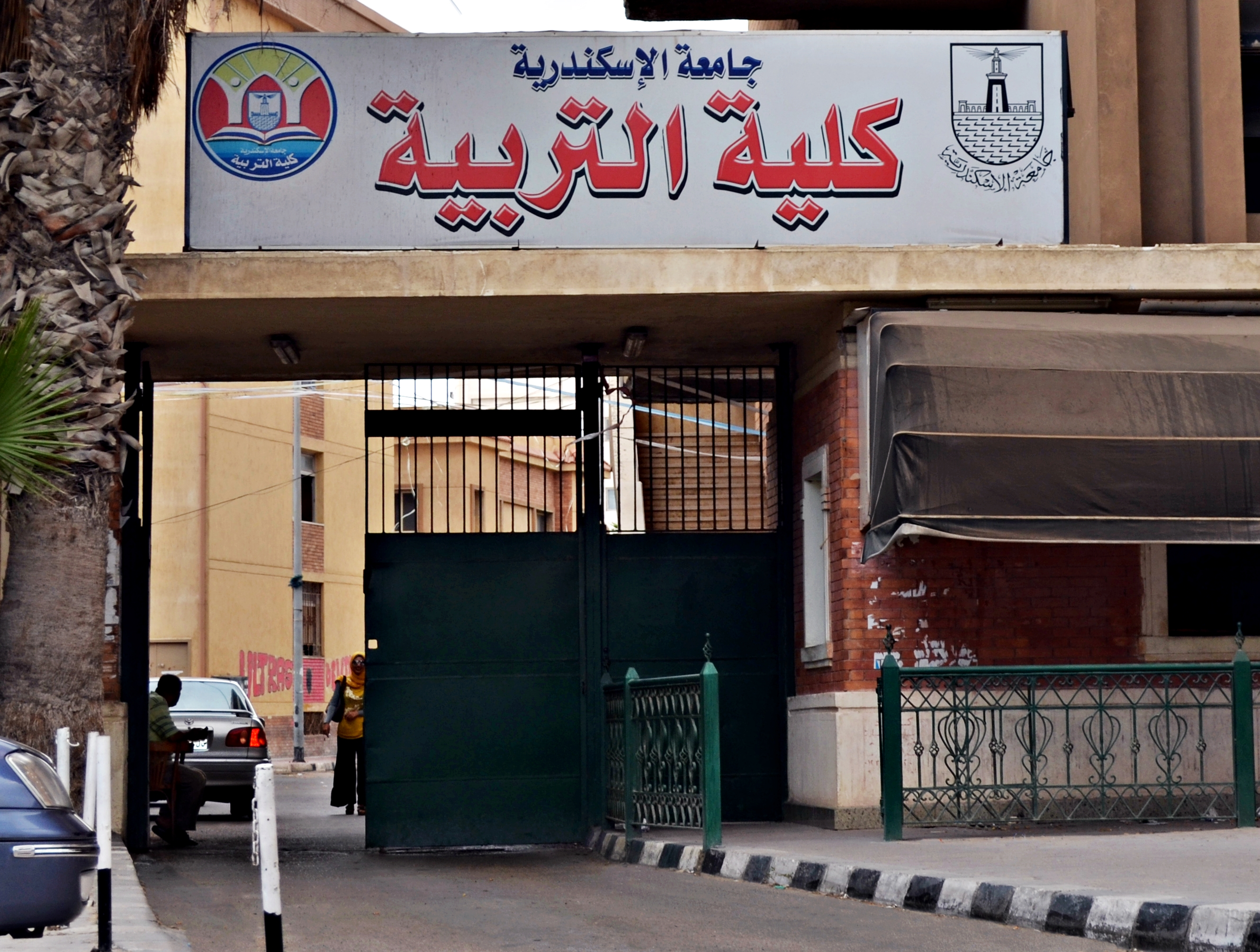

الكليات النوعية تعمل علي تأهيل معلمين مصريين يمكن الاعتماد عليهم في تنمية شخصية الطلاب من خلال البرامج التربوية في الفنون والموسقي والاقتصاد المنزلي وإعدادهم لأداء هذا الدور الحيوي إعدادا سليما.

## الهيكل الإداري للكلية
العميد * أ.د فاتن كمال مصطفي
- وكيل الكلية لشئون التعليم والطلاب: أ.د مني محمد إبراهيم حسين
- وكيل الكلية لشئون الدراسات العليا والبحوث: أ.دهني أحمد يس
- وكيل الكلية لشئون خدمة المجتمع وتنمية
- أمين الكلية: ا. محمد بكر فتح الله

الشئون الإدارية
- مشرف القسم: سلوى المنزلاوى
- ايمان مجدى حجازي مسئول شئون أعضاء هيئة التدريس
- اروى مجدى رزق مسئول ادخال بيانات أعضاء هيئة التدريس عبر الإنترنت